# Jack Ma
Ma Yun (în chineză: 马云, n. 10 septembrie 1964, Hangzhou, Republica Populară Chineză) este un antreprenor chinez în domeniul tehnologiei și internetului, fiind cunoscut ca fiind fondatorul și directorul platformei "Alibaba Group".
Este unul dintre cei bogați oameni din China, cu o avere estimată, în ianuarie 2018, la 50,5 miliarde de dolari, conform Bloomberg.
Magazinul "Fortune" l-a considerat ca fiind al doilea dintre cei mai influenți oameni ai anului 2017.
De asemenea, Jack Ma ocupă locul 36 în topul Forbes al miliardarilor.
S-a născut într-o familie săracă.
A absolvit universitatea din orașul natal cu specialitatea Engleză, limbă pe care a studiat-o de mic copil și pe care o va preda pe la diverse universități.
În 1995 participă ca traducător la o delegație chineză în SUA, unde ia contact cu internetul și înțelege potențialul de viitor al acestuia.
În același an, înființează China Pages, unul dintre primele site-uri chineze.
În 1999 fondează "Alibaba Group", site de comerț electronic care în scurt timp a ajuns să concureze cu marile platforme de profil, ca: Walmart, Amazon sau eBay.
Astfel, conform Forbes, în luna noiembrie 2017, Alibaba Group poseda 550 de milioane de utilizatori activi.

## Legături extrene
- ro  Mediafax: "Povestea fondatorului Alibaba: 10 lucruri despre Jack Ma, cel mai bogat om din China și al 36-lea miliardar al lumii "